# Панайотис Пападзанетеас
Панайотис Пападзанетеас или капитан Палас (на гръцки: Παναγιώτης Παπατζανετέας) е гръцки военен и революционер, деец на Гръцката въоръжена пропаганда в Македония от началото на XX век.

## Биография
Панайотис Пападзанетеас е роден през 1874 година в Каливес, на полуостров Мани. Напуска армията на Гърция с чин сержант от артилерията и е изпратен с помощта на гръцкия консул в Солун във вътрешността на Македония през пролетта на 1906 година, замествайки провалия се андарт Георгиос Макропулос (капитан Клапас). Панайотис Пападзанетеас извършва нападения над власи в областта на езерото заедно с Михаил Анагностакос (капитан Матапас). На 20 май 1906 година пленява четирима селяни край Въртокоп, трима от които убива защото не се признават за гърци. На 5 юни напада село Аларе, но четата му е отблъсната. На 11/24 юни напада Киркалово с 40 души андарти съвместно с отделение от турската армия, което предварително са подкупили, убиват шест души, а един андартин е убит и други двама ранени. Заедно с Емануил Бенис по-късно пленява селяни от Луковища, които със заплахи и насилие са накарани да преминат към Патриаршията, а след това настъпват и край Пласничево.
На 24 август се завръща от Солун, където е избран официално за ръководител на гръцката пропагада в югозападната част на езерото. От него се отделя Емануил Бенис с шест души, а Панайотис Пападзанетеас попълва четата си с хора от Луковища и изгражда две бази в югозападната част на Ениджевардарското езеро - едната срещу Света Марина и другата, по-голяма превърната в щаб на пропагандата, наречена Панайотис. Оказва натиск върху пътя Бер-Енидже Вардар-Воден, като по него често убива българи и оставя заплашителни бележки, в които пише, че „Такава смърт чака всеки, който изостави православната си вяра и се присъедини към българската схизма“. Търси подкрепа от Николаос Рокас (капитан Кольос), ръководител на негушкия гръцки комитет, но той му отказва. Заедно с Телос Агапинос (капитан Аграс) и Йоанис Деместихас (капитан Никифорос) организира гръцките чети в района на Ениджевардарското езеро.
По-късно същата година Панайотис Пападзанетеас се разболява и отива на лечение в Негуш, неизлекуван му е наредено да се завърне в Ениджевардарското езеро, след като Телос Агапинос е разбит край Жервохор през ноември 1906 година и андартите почти са прогонени от блатото. Подпомогнат от турските власти води нови сражения в Ениджевардарското езеро на 21 ноември/4 декември. Турският военен началник в Бер предлага на Пападзанетеас да проведат нова съвместна акция срещу четите на ВМОРО в блатото, но новият андартски началник Константинос Сарос категоричко отказва да направи споразумение с турците. На 17/30 декември Пападзанетеас заминава за Атина, където информира правителството за положението. Заминава обратно в Македония на 29 март/11 април с чета, но по-късно същата година напуска завинаги Ениджевардарското езеро. Пише спомени за четничеството си и умира през 1939 година в Атина.
Жената на Панайотис Калиопи Пападзанетеа също е активна деятелка на гръцката въоръжена пропаганда в Македония.